# Bennie Maupin

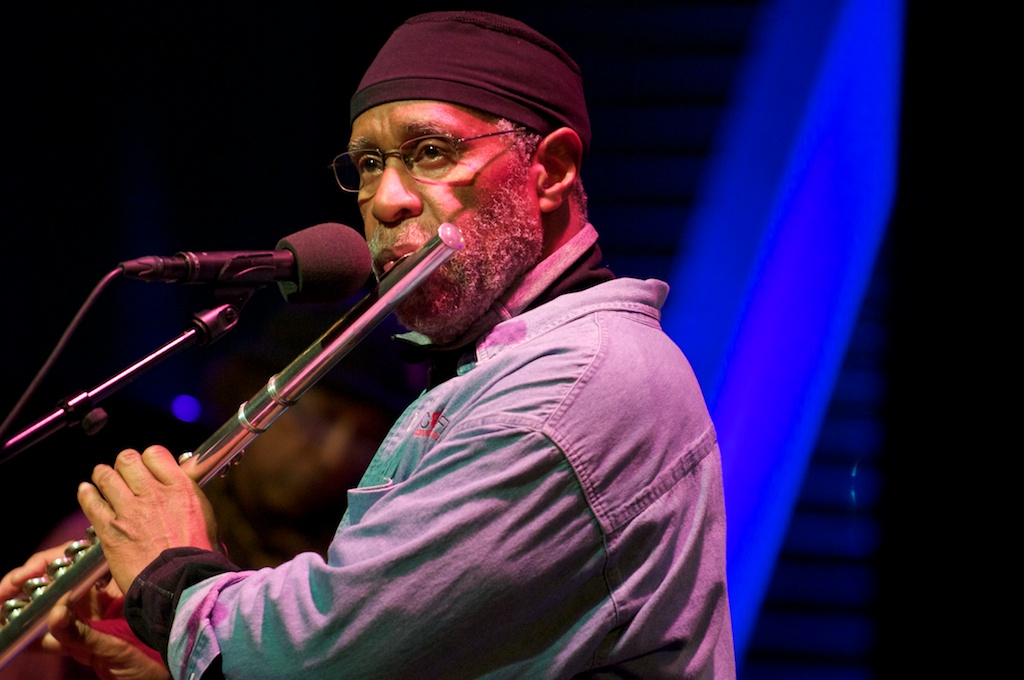
Bennie Maupin (2012)

Bennie Maupin (* 29. August 1940 in Detroit, Michigan) ist ein US-amerikanischer Jazzmusiker (Saxophone, Klarinetten, Flöte).

## Leben und Wirken
Maupin lernte auf dem Klavier seiner Eltern nach dem Gehör zu spielen. In der Mittelschule begann er, Klarinette zu lernen. Dann besuchte er das Detroit Institute for Musical Arts, wo er zunächst Tenorsaxophon lernte und dann auf Alt- und Sopransaxophon, Flöte und Bassklarinette doppelte.
In Detroit spielte Maupin neben Jazz auch Gospel, Blues, R&B und Soul. 1963 tourte er als Begleiter der Four Tops. Er blieb in New York City, wo er mit Bands von Marion Brown (mit dem es zu ersten Aufnahmen kam), Pharoah Sanders und Chick Corea auftrat. Von 1966 bis 1968 gehörte er der Band von Roy Haynes an, danach bis 1969 der von Horace Silver. Daneben spielte er Aufnahmen mit McCoy Tyner (1968), Chick Corea („Is“ Sessions, 1969), Lee Morgan (Caramba, Taru, The Complete Live at the Lighthouse, 1970), Freddie Hubbard (On Fire: Live from the Blue Morocco), Jack DeJohnette, Andrew Hill, Eddie Henderson und Woody Shaw ein.
Große Aufmerksamkeit erregte Maupins Mitwirkung als Bassklarinettist bei Miles Davis’ Album Bitches Brew. Nach der Arbeit mit Davis wurde er Mitglied des Sextetts von Herbie Hancock (Mwandishi); 1973 übernahm er ihn in seine Band The Headhunters, der Maupin auch später verbunden war.
Seit 1973 nahm Maupin mehrere Alben als Bandleader auf. 1982/1983 studierte er Komposition bei Spud Murphy in Los Angeles. Später belegte er einen Kurs für Filmmusik an der UCLA bei Don Ray, wo er ein Werk für ein 17-köpfiges Orchester schrieb. 1988 begann er, am Pasadena City College zu unterrichten. 2004 lud die Chamber Music America Maupin und sein in Los Angeles ansässiges Ensemble zu einer Reihe von Konzerten in New York ein, wo er die Musik aufführte, die er mit ihrer Unterstützung komponieren konnte. Dann lebte er abwechselnd im Süden Polens und Los Angeles und leitete das The Bennie Maupin Ensemble, mit dem er das Album Penumbra einspielte.
Als einen seiner wichtigsten Einflüsse als Klarinettist bezeichnet Maupin Eric Dolphy (den er in Detroit kennenlernte). Er wurde auch von Yusef Lateef beeinflusst. Gemeinsam mit Adam Rudolph wurde er vom Angel City Jazz Festival in Claremont, Kalifornien, beauftragt, eine Komposition zum Gedenken an dessen 100. Geburtstag zu schaffen. Das resultierende Album Symphonic Tone Poem for Brother Yusef, das gute Kritiken erhielt, wurde aufgrund der COVID-19-Pandemie erst 2022 veröffentlicht.
Maupin ist seit 2015 Mitglied des Lehrkörpers der Herb Alpert School of Music am California Institute of the Arts.

## Diskographische Hinweise
- The Jewel in the Lotus, (ECM, 1974)
- Slow Traffic to the Right, (1976)
- Moonscapes, (1978)
- Driving While Black on Intuition mit Patrick Gleeson, (1998)
- Like a Dream mit Adam Benjamin, Mark Ferber, Larry Koonse, Chuck Manning, Brad Mehldau, Darek Oles, Nate Wood, 2004
- Penumbra mit Munyungo Jackson, Darek Oles, Michael Stephans, (Cryptogramophone, 2006)
- Early Reflections mit Michał Tokaj, Michał Barański, Łukasz Żyta, (Cryptogramophone, 2008)[4]
- Bennie Maupin & Adam Rudolph: Symphonic Tone Poem for Brother Yusef (Strut 2022)